# Frihavnens Station
Frihavnens Station eller Frihavnsstationen i Københavns Frihavn var et knudepunkt for først København-Malmø-færgeruten og siden København-Helsingborg-færgeruten (kaldet DanLink). Førstnævnte rute eksisterede 1894-1974; sidstnævnte rute var i drift 1986-2000.
Den nationalromantiske stationsbygning i bindingsværk var tegnet af arkitekten Heinrich Wenck og opført i 1895. Den blev udvidet ved samme arkitekt i 1900 og restaureret i 1986. Den blev demonteret i 2002 og genopført tæt på sin oprindelige placering på Amerika Plads i 2005. Nu er den omgivet af meget høje bygninger.